# Administración civil de Estados Unidos de las islas Ryūkyū
La Administración civil de Estados Unidos de las islas Ryūkyū (en inglés: United States Civil Administration of the Ryukyu Islands) fue una administración civil en las islas Ryūkyū por Estados Unidos. Anteriormente las islas le pertenecían al Imperio del Japón pero al final de la Segunda Guerra Mundial Estados Unidos ocupa el Japón y sus islas.
- Datos: Q55526
- Multimedia: United States Civil Administration of the Ryukyu Islands / Q55526